# Пенетрація (медицина)
Пенетрація (англ. penetration; нім. Penetration f) — ускладнення пептичної виразки шлунка та дванадцятипалої кишки, при якому порушується цілісність стінки одного з цих органів з переходом запального процесу на стінку сусіднього органу.

## Клінічні прояви
У пацієнта, який уже хворіє на пептичну виразку, з'являється сильний біль у животі. Розташування больових відчуттів залежить від сусіднього органу, що залучений до даного патологічного процесу (найчастіше це підшлункова залоза). Розвиваються ознаки перитоніту (гостре запалення очеревини), що потребує екстреного хірургічного лікування, без якого може настати порушення життєвоважливих функцій та смерть.
Враховуючи, що біль у ділянці живота може виникати і при інших патологіях, слід проводити ретельну диференційну діагностику з іншими патологічними станами органів черевної порожнини.